# Araneus neocaledonicus
Araneus neocaledonicus là một loài nhện trong họ Araneidae.
Loài này thuộc chi Araneus. Araneus neocaledonicus được Lucien Berland miêu tả năm 1924.